# 素晴らしきサーカス野郎
『素晴らしきサーカス野郎』 (すばらしきサーカスやろう) は、日本のテレビ映画。原案・主演：千葉真一、製作：日本テレビ・ユニオン映画・サニ千葉エンタープライズ。1984年1月4日の21:02 - 22:54にNNSで放映された。

## 概要
千葉真一と彼が率いるジャパンアクションクラブ (JAC) のメンバーをメインキャストに据え、通常は映画が放映される水曜ロードショーの時間帯に、特別企画として放送されたテレビ映画。千葉以下JACメンバーはサーカスの団員であることから、吹き替え無しのアクロバティックなアクションを披露し、ストーリーは手に汗握るスリリングな展開となっている。サーカズのシーンは、ホリデインサーカスの全面協力により、撮影された。

## ストーリー
サーカスの一員である前島大学は、とある事件に巻き込まれ、服部刑事たちに疑いを向けられる。大学は真実を解明すべく、剛・礼子・ゆかり・譲・秀次郎ら団員の協力を得て、事件に立ち向かっていく。

## キャスト
※クレジットタイトル順。
- 千葉真一 - 前島大学

- 真田広之 - 里見剛
- かとうかずこ - 中畑礼子
- 黒崎輝 - 日下正雄
- 大葉健二 - 荒木譲
- 六浦誠 -
- 崎津隆介 - サーカス団員
- 森永奈緒美 - サーカス団員
- 春田純一 - サーカス団員
- 堀田真三 -
- 相馬剛三 -
- 久保田民絵 -
- 河合絃司 -
- 山本亨 -
- 伊原剛 -
- 庄司浩和 -
- 嶌田久美 -
- 小島憲子 -
- 佐藤実里 -
- 酒井努 -
- 高橋利道 -
- 益田哲夫 -
- 鈴木玄秀 -
- 井上清和 -
- 岡本美登 -
- 誠吾大志 -
- 関根大学 -
- 藤川聡 -
- 矢野和宏 -
- 赤田昌人 -
- 後閑常光 -
- 佐久間浩司 -
- 吉田信一 -
- 窪田等 -
- 中山愛子 -
- 川合伸旺 -
- 山西道広 - 栗山刑事
- 北村総一朗 -
- ホリデインサーカス
- 織本順吉 - 中畑統五郎
- 佐山俊二 - 雨宮秀次郎
- 志穂美悦子 - ゆかり
- 梅宮辰夫 - 服部刑事

## スタッフ
※クレジットタイトル順。
- 企画 - 長富忠裕・中尾孝道
- プロデューサー - 小池仁・佐藤公彦
- 原案 - 千葉真一
- 脚本 - 柏原寛司・橋本以蔵
- 音楽 - 三枝成彰

- 撮影 - 林淳一郎
- 照明 – 宮崎清
- 美術 – 北川弘
- 録音 – 川田保
- 編集 – 飯塚勝
- アクション撮影 - 小川原信
- 色彩計測 - 原田清一
- 記録 – 山之内康代
- メーク – 太田とも子
- 擬斗 – 西本良治郎・金田治
- アクションセッティング - JACコマンド・中牟田了
- PR担当 - 能条容子
- スチール – 森田俊明
- 整音 - 岩田広一
- 選曲 - 山本逸美
- 効果 - 橋本正二
- 助監督 – 息邦夫
- 制作主任 – 加納譲治
- 東映美術センター
- 高津映画装飾
- 東京衣装
- 日本照明
- 特殊映材
- 映広音響
- 東洋現像所
- 撮影協力
  - 舘山寺温泉 山森館
  - 西武運輸
  - 銀座 松坂屋
  - マイクロライト - 和田啓嗣
  - サーカスコーディネイト - 相羽源次郎
- 協力
  - ホリデインサーカス
  - 東映東京撮影所
  - ジャパンアクションクラブ (JAC)

- 監督 - 鷹森立一
- 製作 - 日本テレビ・ユニオン映画・サニ千葉エンタープライズ

## 媒体
日本ビデオ映像より本作のVHSがリリースされた。収録時間90分、品番 ： NA-1116、定価 ： 12,800円